# Zygmunt Bugajski
Zygmunt Aleksander Bugajski (ur. 6 grudnia 1887 w Dąbrowie, zm. wiosną 1940 w Katyniu) – polski działacz polityczny, urzędnik i teoretyk więziennictwa, radca prawny, ofiara zbrodni katyńskiej.

## Życiorys
Syn Waleriana i Emilii z domu Topór-Jasińskiej. Jego siostrą była Irena Wirszyłło. Był działaczem Polskiej Partii Socjalistycznej – Frakcja Rewolucyjna na terenie Rosji. Zaangażowanie polityczne sprawiło, że kilkakrotnie relegowany z gimnazjów (najpierw w Piotrkowie Trybunalskim, a następnie w Radomsku oraz w Sierpuchowie na terenie Rosji). Ostatecznie zdał maturę eksternistycznie w Petersburgu, następnie studiował prawo i ekonomię w Moskwie. W trakcie studiów podjął pracę w zakładzie dla nieletnich przestępców, co rozbudziło w nim zainteresowanie problematyką więziennictwa. W czasie sprawowania władzy w Rosji przez Rząd Tymczasowy pod przewodnictwem Aleksandra Kiereńskiego był naczelnikiem więzienia na Tagance w Moskwie. Działał jako opiekun polskich więźniów politycznych, zagrożony z tego powodu aresztowaniem przez bolszewików we wrześniu 1918 uciekł z Moskwy i jesienią tego roku przedostał się do Warszawy.
Po odzyskaniu niepodległości przez Polskę w 1918 został naczelnikiem więzienia mokotowskiego. Później był naczelnikiem Wydziału Penitencjarnego Departamentu Karnego w Ministerstwie Sprawiedliwości. W latach 20. uczestniczył w organizacji więziennictwa. Był m.in. inicjatorem powołania pierwszych szkół kształcących funkcjonariuszy Straży Więziennej i twórcą ogólnopolskiej biblioteki więziennej przeznaczonej dla skazanych. 2 grudnia 1931 jako radca ministerialny w V st. sł. został mianowany radcą prawnym w V st. sł.. Otrzymał tytuł członka honorowego Związku Pracowników Więziennych RP. W uznaniu zasług został włączony do składu profesorskiego Wolnej Wszechnicy Polskiej w charakterze docenta na Wydziale Nauk Politycznych i Społecznych na podstawie habilitacji za pracę pt. Kryzys kary więzienia i nowe kierunki w polityce penitencjarnej. Mieszkał przy ulicy Pawiej 21 m. 3.
Po agresji III Rzeszy i ataku ZSRR na Polskę został aresztowany przez Sowietów jako cywil. Był przetrzymywany w obozie w Kozielsku. Wiosną 1940 został przetransportowany do Katynia i rozstrzelany przez funkcjonariuszy Obwodowego Zarządu NKWD w Smoleńsku oraz pracowników NKWD przybyłych z Moskwy na mocy decyzji Biura Politycznego KC WKP(b) z 5 marca 1940. Został pochowany na terenie obecnego Polskiego Cmentarza Wojennego w Katyniu, gdzie w 1943 jego ciało zidentyfikowano podczas ekshumacji prowadzonych przez Niemców pod numerem 1906. Przy zwłokach Zygmunta Bugajskiego zostały odnalezione: legitymacja urzędnicza, pismo urzędowe, książeczka wojskowa, pocztówki, list, dyplom rosyjski.

## Publikacje
- Więzienioznawstwo. Cz. 1, Zarys nauki o karze (1924)
- Więzienioznawstwo: Systemy więzienne. Część 2 (1925)
- Aktualne zagadnienia i projekty reformy więziennictwa. Tom 1 (1925, współautor: Edward Neymark)
- Aktualne zagadnienia i projekty reformy więziennictwa polskiego w oświetleniu historycznym, Tom 1 (1925)
- Zasadnicze wiadomości z zakresu praktycznego więziennictwa (dla niższych funkcjonarjuszów więziennych). Książka 1 (1925)
- Praca więźniów (1929)
- Oświata i wychowanie fizyczne w więzieniach (1929)
- Księga jubileuszowa więziennictwa polskiego 1918–1928 (1929, redaktor)[12]
- Podręcznik do egzaminu z zakresu więziennictwa praktycznego: Dla dozorców więziennych. Część 1 (1930)
- Nowa organizacja więziennictwa polskiego w oświetleniu historycznym (1937)

## Ordery i odznaczenia
- Krzyż Kawalerski Orderu Odrodzenia Polski (11 listopada 1937)[13]
- Złoty Krzyż Zasługi (23 stycznia 1926)[14]
- Medal Niepodległości (13 września 1933)[15]